# Theope bacenis
Theope bacenis är en fjärilsart som beskrevs av William Schaus 1890. Theope bacenis ingår i släktet Theope och familjen Riodinidae. Inga underarter finns listade i Catalogue of Life.